# Hexagone Balard
Pour les articles homonymes, voir Balard.
L'Hexagone Balard, ou site Balard, communément appelé « Balard », est un ensemble immobilier regroupant des états-majors des Forces armées françaises, à Paris.
Ce regroupement, décidé en décembre 2007 par Hervé Morin, alors ministre de la Défense, s'effectue en 2015, près de la place Balard dans le 15e arrondissement, à la limite sud-ouest de la capitale, non loin de l'hôpital européen Georges-Pompidou et de l'héliport de Paris - Issy-les-Moulineaux.
Le site est nommé hexagone en référence à la géographie de la France métropolitaine, à la forme de la cour centrale du bâtiment, et suivant le modèle du « Pentagone » aux États-Unis.
L'ensemble représente un effectif d'environ 9 300 personnes.

## Historique

### Les différents sites du ministère
En 1948, les ministères de la Guerre, de la Marine et de l'Air sont regroupés au sein d'un « ministère de la Défense nationale » (parfois intitulé « ministère de la Défense et des Forces armées » ou « ministère des armées »), qui, dans certains gouvernements, est assisté de secrétaires d’État chargés respectivement de la Guerre, de la Marine et de l'Air. Les différents états-majors et administrations gardent leurs locaux, parfois très anciens comme l’hôtel de la Marine qui abrite les administrations de la Marine depuis 1789.

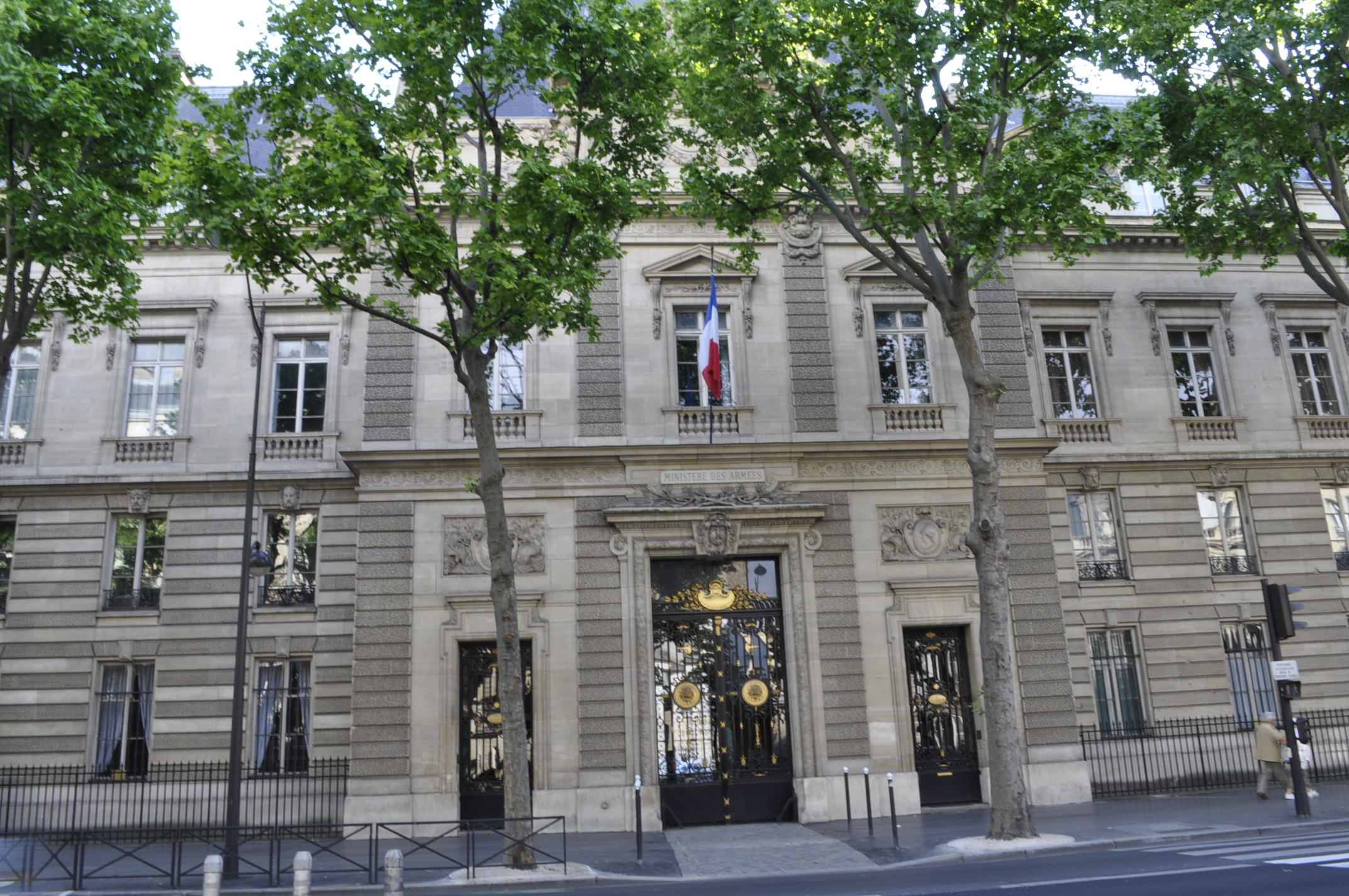
Îlot Saint-Germain, comprenant notamment l'hôtel de Brienne (siège du ministère) et le 231, boulevard Saint-Germain (état-major des armées).
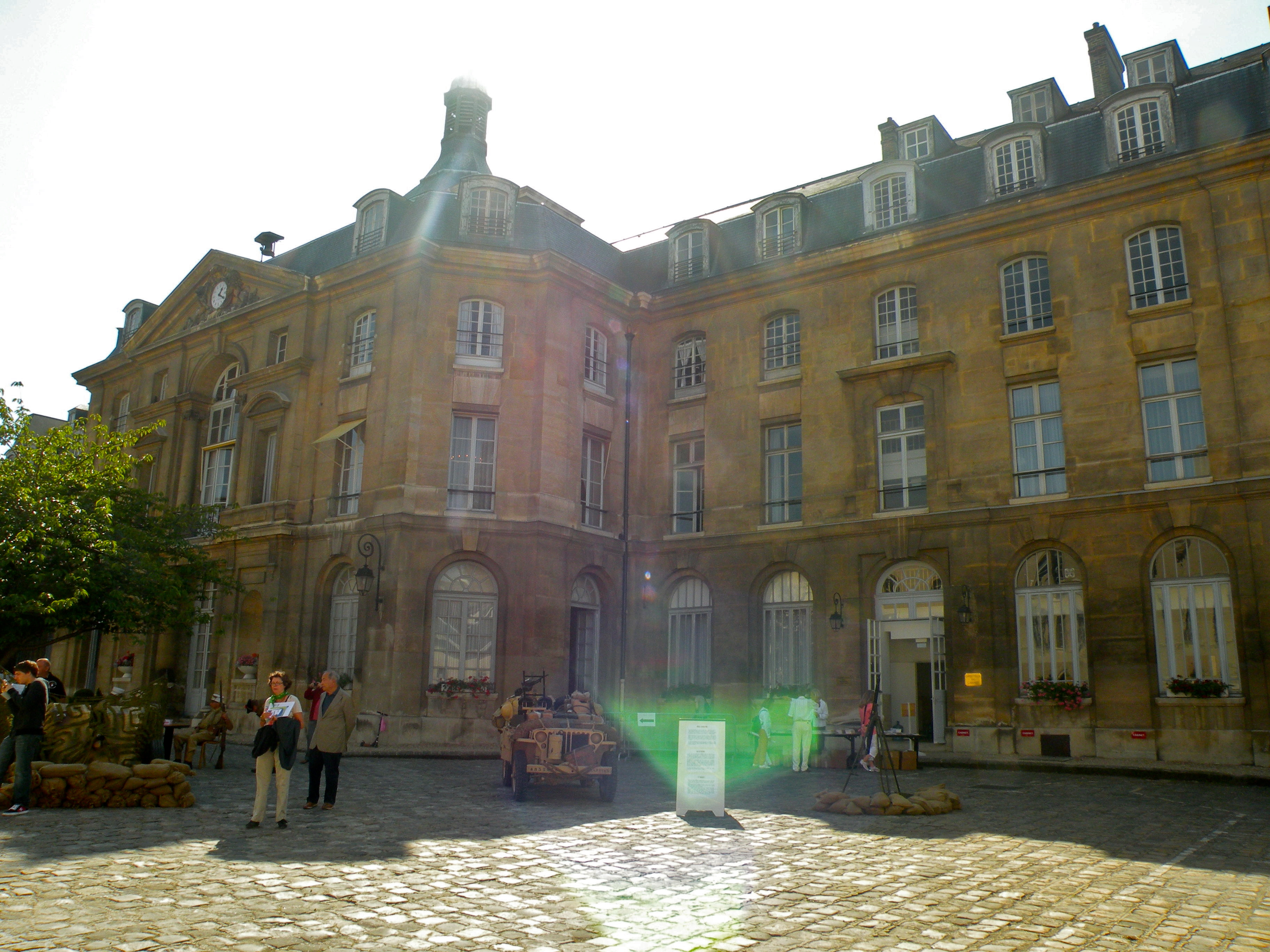
Abbaye de Penthemont (cabinet du secrétaire d’État aux Anciens combattants).
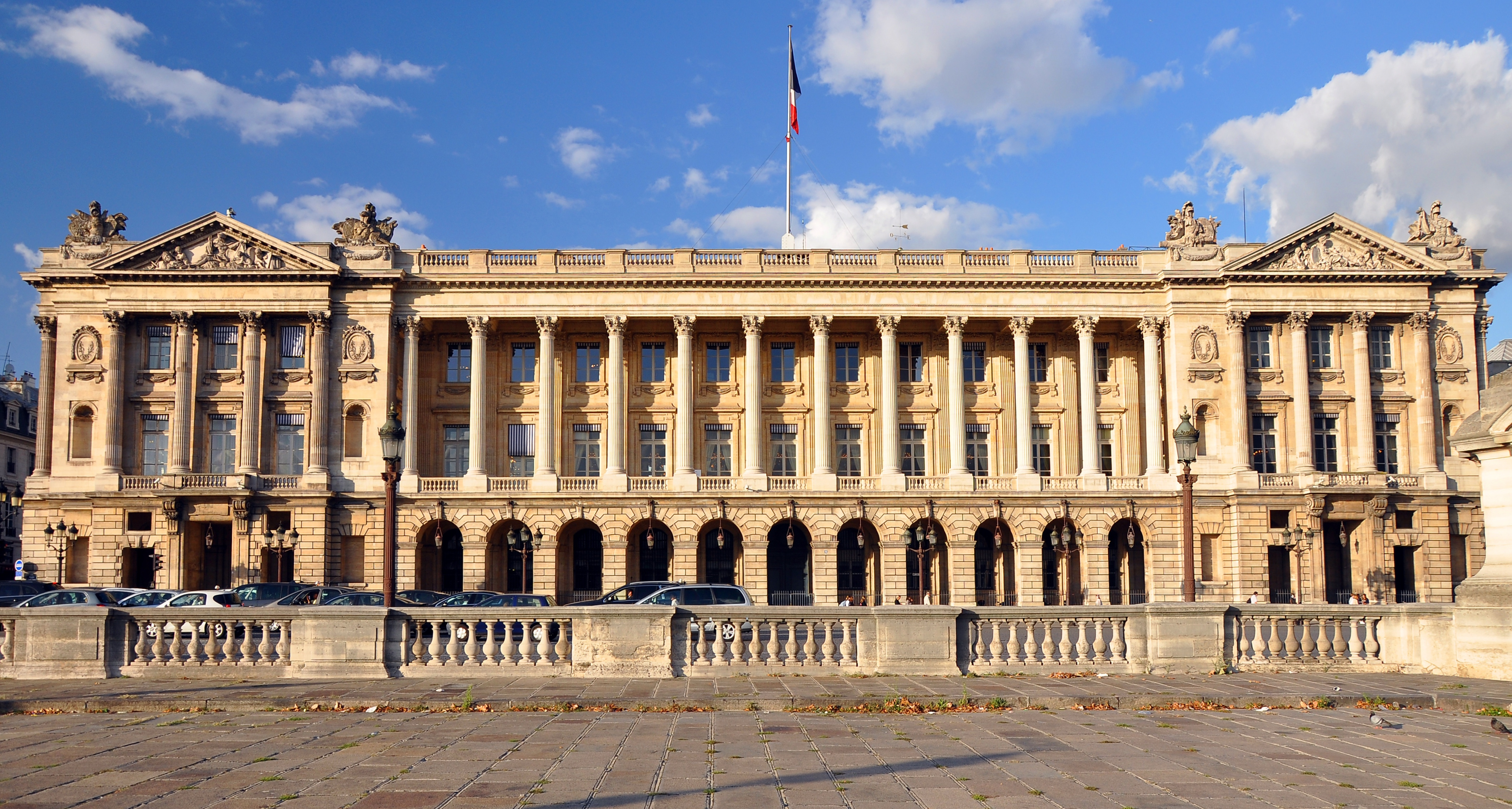
Hôtel de la Marine (état-major de la Marine).
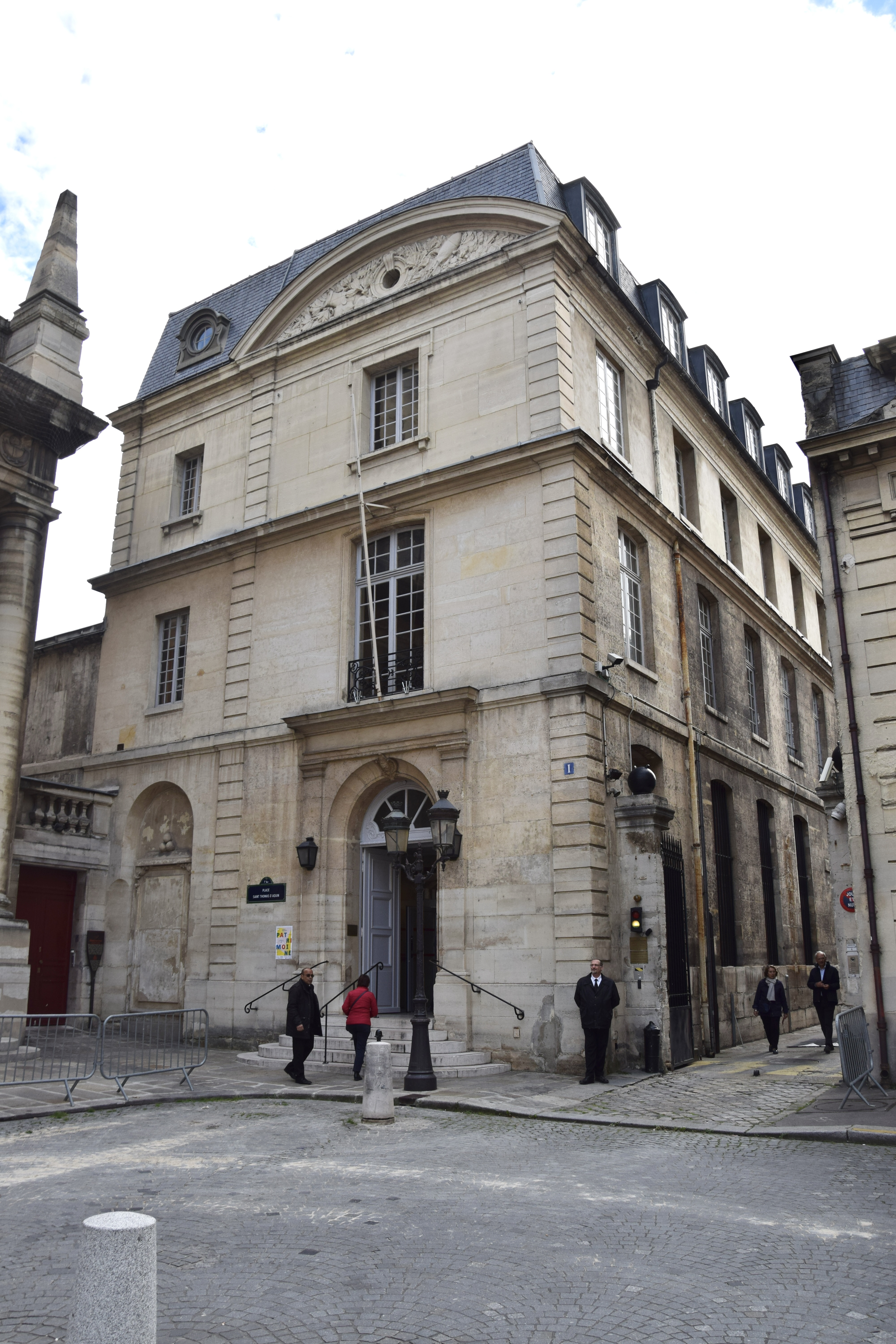
Hôtel de l'Artillerie.
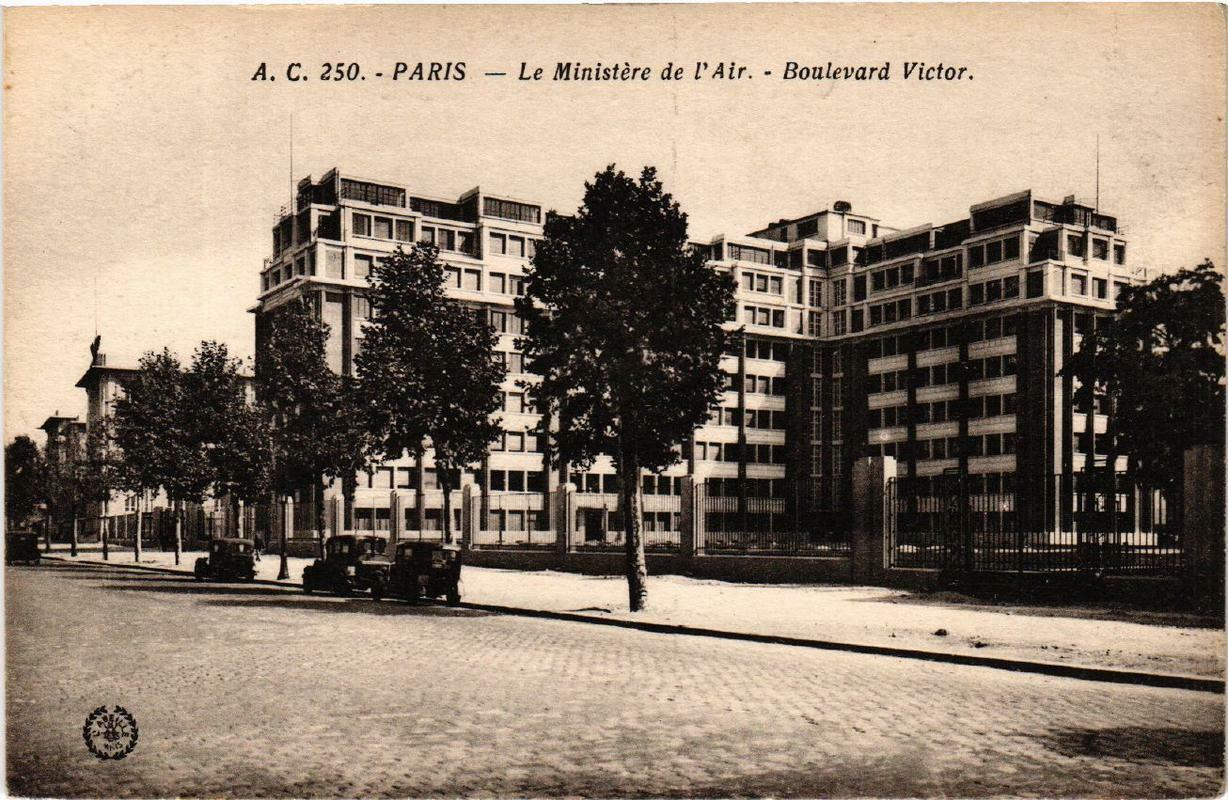
Ministère de l'Air.

Certains de ces sites seront vendus après l’installation à Balard :
- le site « Bellechasse-Penthemont », cédé en 2014 pour 136 millions d'euros à une société foncière qui transformera l'emprise en hôtel, bureaux et logements ;
- La caserne de la Pépinière pour 137 millions d'euros ;
- L'hôtel de l'Artillerie cédé à l'Institut d'études politiques de Paris pour 87 millions d'euros.

La cession de l'Îlot Saint-Germain et de l'hôtel de la Marine devaient permettre le financement du complexe ; ils n'ont finalement pas été cédés dans leur intégralité et sont globalement restés propriétés de l'État,. Néanmoins, la moitié de l'Îlot Saint-Germain ne comptant pas l'hôtel de Brienne a été acquise par la mairie de Paris en mai 2016, où elle compte installer 400 logements sociaux, une crèche et un équipement sportif.
Initialement envisagé, le ministre et l'ensemble des services du ministère des Armées devaient également rejoindre le complexe, l'hôtel de Brienne devait alors être affecté aux seules réceptions officielles du ministère. Cependant, à la fin 2014, le ministre Jean-Yves Le Drian fait savoir que ses services resteraient en définitive à l'hôtel de Brienne en raison de la proximité de celui-ci avec l'Assemblée nationale,.

### Balard avant les travaux

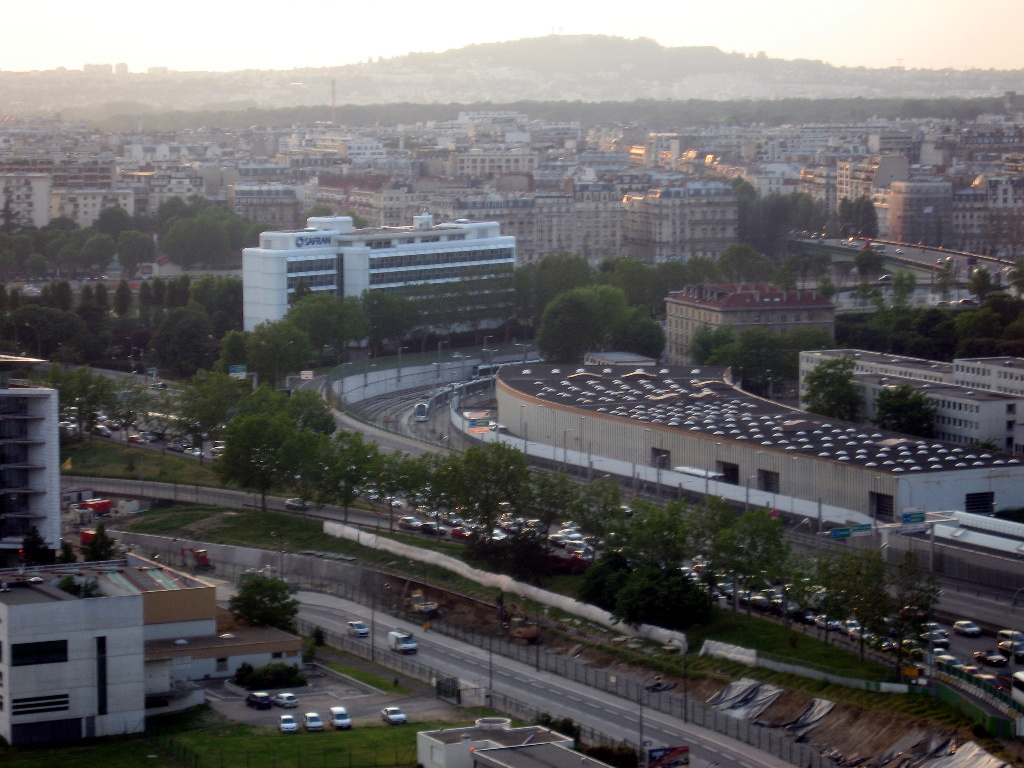
Parcelle ouest du site en 2008.

La convention du 29 mars 1890 avec la ville de Paris met le site à disposition des armées dans le cadre d’un échange avec le Champ-de-Mars. La base aérienne 117 est créée en 1936. L’avenue de la Porte-de-Sèvres coupe le site en deux en 1962, lors de la construction du boulevard périphérique. Enfin la partie à l’extrémité ouest est cédée à Snecma en 1975, c’est aujourd'hui le siège de Safran.
La parcelle située à l'ouest, d'une superficie de 8 hectares, comportait en 2010 :
- le bâtiment des frères Perret (ancien siège du service technique des constructions navales), construit entre 1929 et 1932 par Auguste et Gustave Perret. Les façades et toitures de l'édifice sont inscrites à l’inventaire supplémentaire des monuments historiques par arrêté du 7 décembre 1965 ;
- le bassin des carènes (centre d'essais de la DGA), également œuvre des frères Perret[10].

Celle située à l'est, d'une superficie de 8,5 hectares, comportait la base aérienne 117, les bâtiments de l'état-major de l'Armée de l'air (ancien « ministère de l'Air ») et qui sont dotés d'un abri anti-atomique (au même titre que le palais de l'Élysée), caractéristique rare pour les édifices parisiens.
Le site 32 boulevard Victor est occupé par Supaéro, puis par l'École nationale supérieure de techniques avancées (ENSTA). Cette dernière déménage en 2012 au campus de Saclay, à proximité de l'École polytechnique.
Dans cette parcelle se trouve également la direction générale de l'Armement, dont une grande partie des services a déménagé à Bagneux le temps des travaux de restructuration de la Tour A qui devait faire l'objet d'une rénovation et d'un complet désamiantage.

### Annonce et appels d'offres
Dans le rapport du conseil de la modernisation des politiques publiques du 12 décembre 2007, la mesure numéro 51 prévoit le « lancement d’une étude de faisabilité du regroupement de l’ensemble de l’administration centrale [du ministère de la Défense] dans un format resserré sur le site de Balard ». En 2008, l’étude de faisabilité, financière et urbanistique, du projet de regroupement des administrations centrales à Balard est terminée et montre que le projet apparaît faisable et souhaitable,.
Comme de nombreux projets actuels, la construction de l'ensemble se fait en partenariat public-privé (PPP). Le candidat retenu sera chargé de la conception, de la réalisation et de l'entretien de l'ensemble immobilier sur une durée de 30 ans.
Pour piloter les appels d'offres et l'ensemble du projet, une délégation ministérielle pour le regroupement des états-majors et services centraux de la Défense (DRESD) est créée le 1er octobre 2008. Neuf commissions spécialisées sont créées pour examiner tous les aspects du projet (architecture, aspects fonctionnels, questions financières, CPCO et fonctionnement des états-majors, sécurité, etc) ; ces commissions associent tous les états-majors et l'ensemble des services (SGA, DGA, etc.).
Trois groupements d'entreprises autour des trois majors du BTP, Bouygues Construction, Vinci et Eiffage ont déposé leur candidature.
Le 17 février 2011, le ministère de la Défense annonce que le lauréat est le groupe Bouygues Construction, associé aux architectes :
- Agence Nicolas Michelin et associés (ANMA) pour la partie centrale (bâtiment principal du ministère)[15] ;
- Jean-Michel Wilmotte pour la corne Ouest (immeubles de bureaux locatifs) ;
- Ateliers 234 pour la partie Est (Cité de l'Air).

L'investissement annoncé est de 1,080 milliard d'euros hors taxes. Le financement, porté par un groupement d'entreprises voué à la réalisation du projet (Opale Défense), est constitué :
- d'un apport en fonds propres et en emprunts bancaires d'environ 785 millions d'euros ;
- du versement des droits fonciers pour l'occupation de la corne Ouest durant 60 ans (environ 220 millions d'euros) ;
- et de versements directs de la part du ministère pour financer la dernière tranche des travaux sur la parcelle Est, entre 2014 et 2016 (environ 75 millions d'euros).

La redevance moyenne annuelle payée par le ministère à Opale Défense s'élèvera à 130 millions d'euros hors taxes pendant 27 ans, à partir de la mise à disposition des bâtiments (154 millions d'euros TTC). Elle comprend l'amortissement de l'investissement (35 %) ainsi que les paiements d'autres prestations :
- la fourniture et la maintenance des systèmes d'information et de communication durant 5 ans ;
- les services prévus au contrat (restauration notamment) ;
- les frais de maintenance et de rénovation des ouvrages ;
- la fourniture de l'énergie ;
- la fourniture et l'entretien du mobilier durant 10 ans.

À l'issue du contrat, en 2041, les bâtiments de l'ensemble du site (y compris de la corne Ouest), seront la propriété du ministère.
Le 31 mai 2011,, le projet est dévoilé au public.

#### Corruption durant l'appel d'offres
En septembre 2010, durant l'appel d'offres, une lettre anonyme met en cause Karim Aïssa, intermédiaire, et Fabrice Couderc, capitaine au sein du ministère, le premier ayant obtenu du second divers documents. L'offre finale de Bouygues est réduite de 100 millions d'euros, mais les juges ne pourront pas établir un lien entre les informations détenues et la modification de l'offre. Le juge Serge Tournaire est chargé de l'instruction,.
En décembre 2011, Le Canard enchaîné annonce que l'enquête vise le groupe Bouygues, lequel réfute ces accusations et porte plainte contre le journal le 20 décembre 2011. Le 14 mars 2012, le tribunal de grande instance de Paris (devenu tribunal judiciaire de Paris en 2020) déboute le groupe qui sera également condamné en appel à verser 11 000 euros à l'hebdomadaire. Un haut responsable de Bouygues, contre lequel le parquet national financier avait requis un procès, bénéficie d'un non-lieu.
En 2014, Le Canard enchaîné annonce la mise en examen de Aïssa et Couderc.
Le procès en correctionnelle se tient à partir du 26 janvier 2020. Le 24 juin 2020, Karim Aïssa est condamné à quatre ans de prison dont deux ans avec sursis, et Fabrice Couderc est condamné à trois ans de prison avec sursis.

### Chantier et déménagements
Le chantier démarre en 2012. En avril 2012, la mairie de Paris attaque en justice le permis de construire, au motif que ce projet l'empêche de transférer le centre de bus de la rue Lecourbe sur le site de Balard, et par ricochet de construire des logements sociaux à la place du centre bus. Le tribunal administratif de Paris rejette le recours en février 2013. En août 2013, Bouygues annonce que la livraison, initialement prévue pour fin 2014, aura lieu au premier trimestre 2015, en raison de cette procédure.
La construction a nécessité la mise à nu de la quasi-totalité de la parcelle Ouest. La démolition de 70 000 m2 de bâtiments constitués par le bassin des carènes s'est ainsi déroulée entre février et décembre 2010. L'ouvrage a été conçu pour ne pas dépasser les 40 kWh/m2 grâce à des pompes à chaleur, des forages géothermiques, des plafonds rayonnants, la récupération de la chaleur dégagée dans les salles informatiques et 4 000 m2 de panneaux solaires.
Les bâtiments de la parcelle Centre sont mis à disposition du ministère le 28 février 2015. Pour la parcelle Est, la réception débute le 24 avril 2015, et le processus s’échelonne sur toute l’année 2016.
Le 5 novembre 2015, le président de la République François Hollande inaugure officiellement le site.

Chantier de la zone « Valin » en septembre 2013.
Chantier de la zone « Valin » en mars 2015.

## Description du site

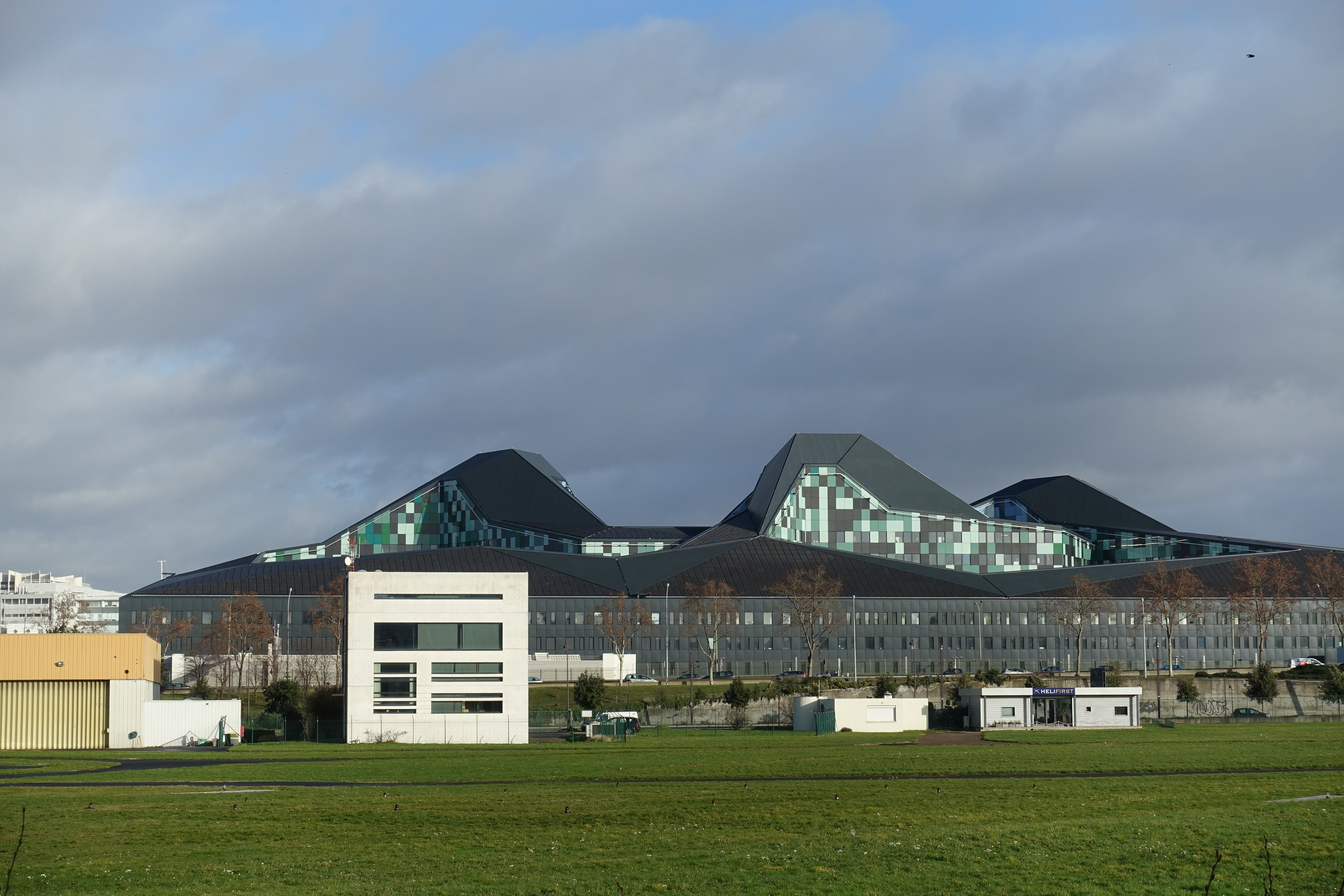
L'Hexagone Balard (janvier 2016).

Plan de l'Hexagone Balard (2021, réalisé avec OpenStreetMap).

Le site de Balard s'étend sur 13,5 hectares et 420 000 m2 de bâtiments. Il accueille 9 300 personnes dont 3 500 aux états-majors et 3 500 à la direction générale de l'armement. Le commandement militaire du site est assuré par le major général des armées.
La parcelle ouest est coupée en deux par la rue du Général-Alain-de-Boissieu, voie nouvelle axée nord-sud, inscrite au plan local d'urbanisme (PLU) de la ville de Paris. L'extrémité nord de cette artère est située au niveau de la partie septentrionale de la rue Lucien-Bossoutrot et finit en impasse rue du Général-Lucotte, voie de desserte des ateliers de Lucotte de la ligne T3a du tramway d'Île-de-France fermée à la circulation. À terme, elle doit aboutir rue Henry-Farman, permettant d'établir un lien avec Issy-les-Moulineaux en passant sous le boulevard périphérique.
Le site compte trois parcelles :
- la « corne ouest » de 3 hectares ;
- la « parcelle centrale » de 5 hectares (dite aussi « parcelle Valin ») ;
- la « parcelle est » de 8,5 hectares (dite aussi « parcelle Victor »).

Entre les parcelles « centrale » et « est », affectées presque exclusivement au ministère de la Défense, une passerelle est construite au-dessus de l'avenue de la Porte-de-Sèvres pour faire communiquer les deux groupes de bâtiments.

### Corne ouest
La Corne ouest accueille 90 000 m2 de bureaux locatifs. Jean-Michel Wilmotte est l’architecte des quatre immeubles.
Baptisé « Qu4drans », cet ensemble est occupé par le groupe Altice : trois immeubles pour SFR et le quatrième pour Libération, L'Express, BFM TV….

La corne ouest en construction (photographie de 2015).

### Parcelle Valin
Le nouveau bâtiment, englobant le ministère des Armées, les chefs d'états-majors et le centre de planification et de conduite des opérations a une surface de 130 000 m2. Le bâtiment des frères Perret (16 000 m2) est conservé et réhabilité.
Doivent être regroupés dans ce bâtiment  :
- l'État-Major des armées ;
- l'État-Major de l'Armée de terre ;
- l'État-Major de la Marine nationale ;
- l'État-Major de l'Armée de l'air et de l'espace ;
- la direction générale de l'Armement (DGA) ;
- le secrétariat général pour l'administration (SGA).

Le bâtiment principal, situé sur cette parcelle, est doté de la plus vaste toiture photovoltaïque de la capitale (5 000 m2).

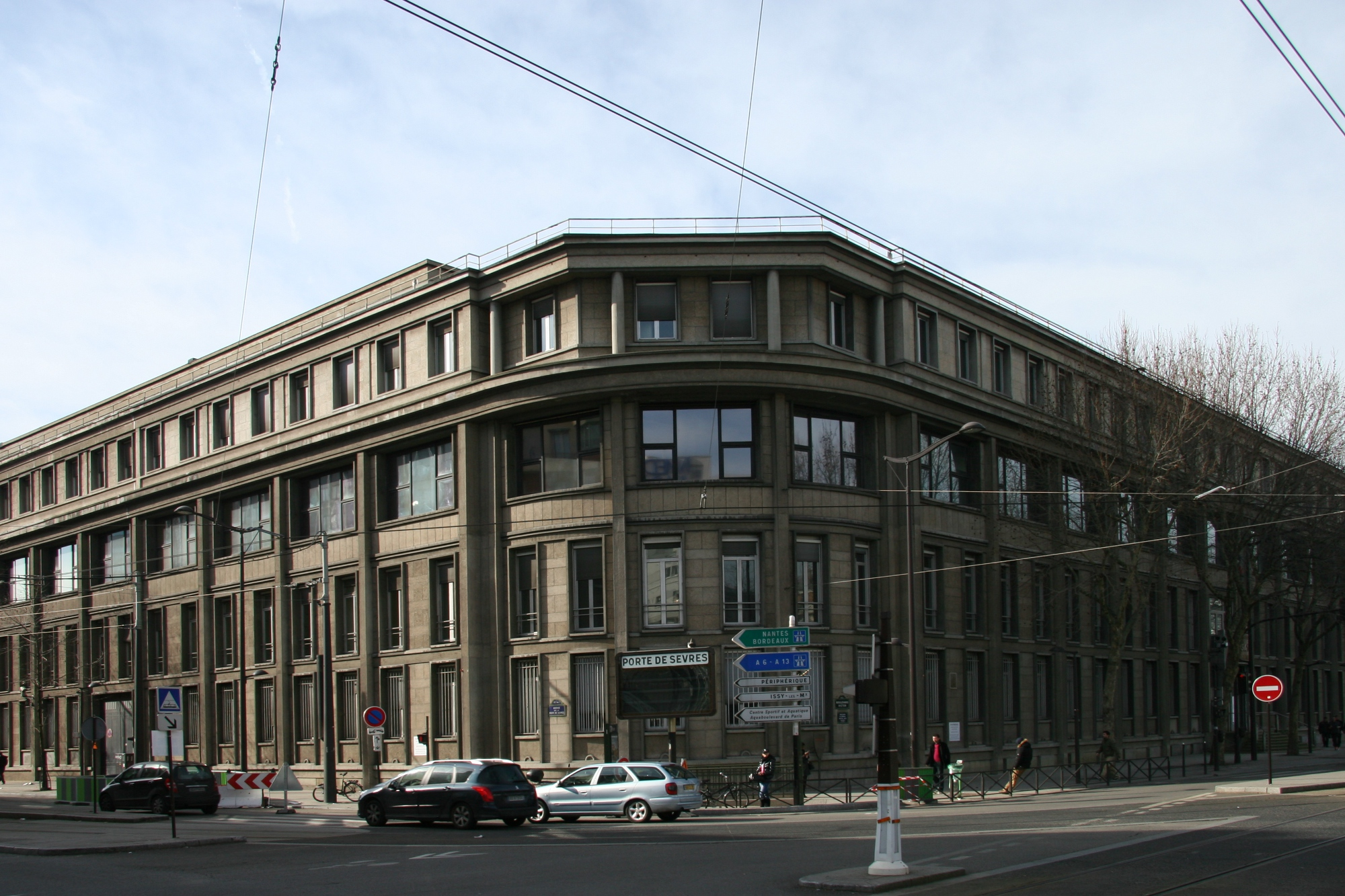
Le bâtiment des frères Perret, inscrit aux monuments historiques en 1965, conservé et intégré au nouvel ensemble (photographie de 2012).
Façade donnant sur les boulevards des Maréchaux.
Entrée du ministère de la Défense, avenue de la Porte-de-Sèvres.

### Parcelle Victor

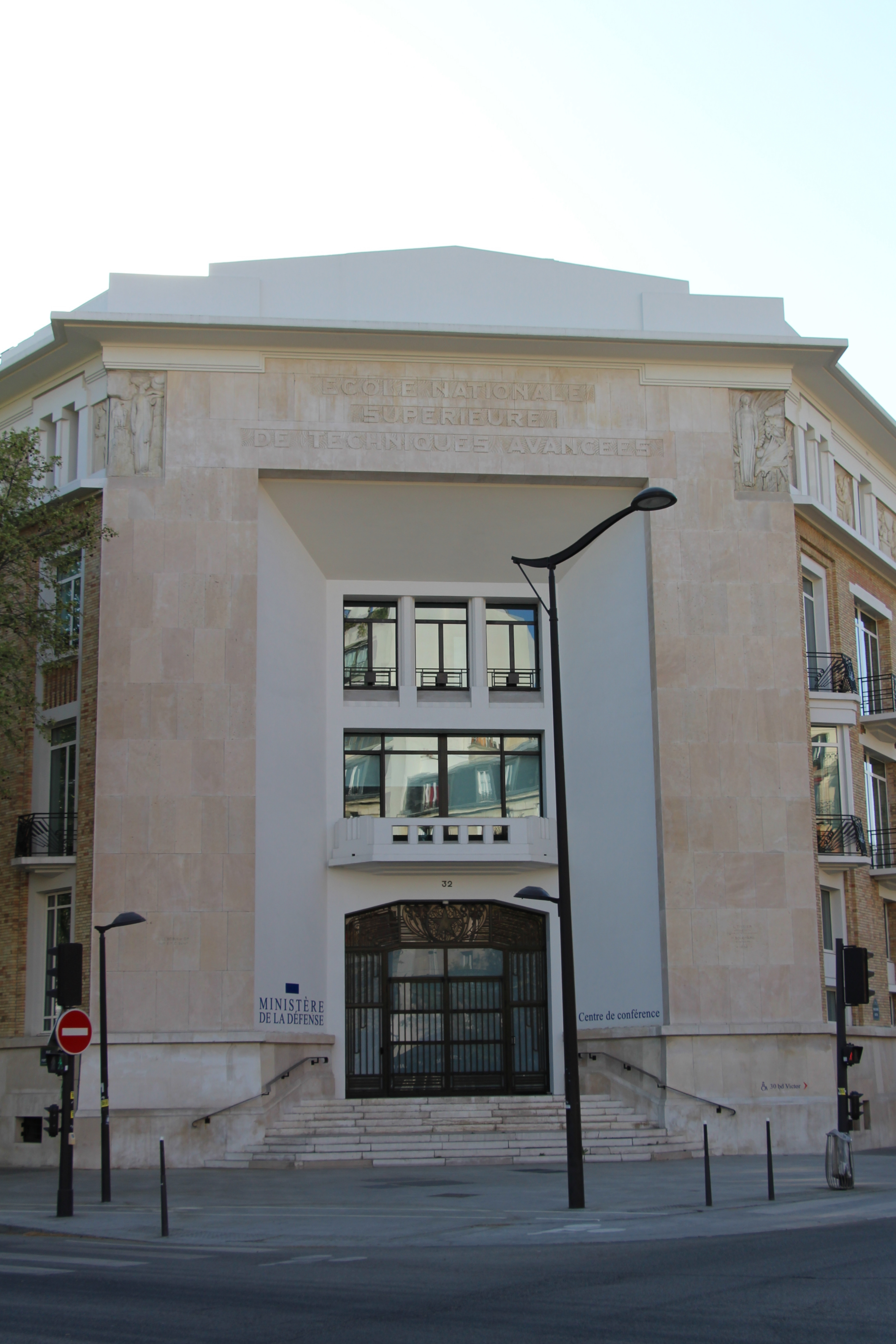
Le bâtiment 32 boulevard Victor, précédemment occupé par l'ENSTA (photographie de 2015).

Une dizaine de bâtiments, correspondant à une surface de 10 000 m2 sont détruits et un bâtiment d'une surface de 120 000 m2 est reconstruit. Les bâtiments de cette parcelle sont rénovés :
- l'École nationale supérieure de techniques avancées.
- le ministère de l'Air.
- le bâtiment Welvert[35].
- le bâtiment 26.
- la tour F, conçue par l'architecte Pierre Large[36] en 1971.
- la tour A (ancien bâtiment dédié à l'origine à délégation générale pour l'Armement), conçue aussi par Pierre Large[36], en 1979, ainsi que sa rotonde.

Un nouveau centre de secours de la brigade de sapeurs-pompiers de Paris est construit pour accueillir au 5 bis, avenue de la Porte-de-Sèvres, l'unité élémentaire spécialisée « Balard » à compter du 9 février 2015.
Le 10 mai 2023, une femme de 50 ans travaillant à la Direction générale de l'Armement s'est suicidée en se jetant de la fenêtre d'un bureau. Elle était mère de deux enfants.